# Baileyton (Tennessee)
Baileyton é uma cidade  localizada no estado norte-americano de Tennessee, no Condado de Greene.

## Demografia
Segundo o censo norte-americano de 2000, a sua população era de 504 habitantes.
Em 2006, foi estimada uma população de 501, um decréscimo de 3 (-0.6%).

## Geografia
De acordo com o United States Census Bureau tem uma área de
3,7 km², dos quais 3,7 km² cobertos por terra e 0,0 km² cobertos por água. Baileyton localiza-se a aproximadamente 367 m acima do nível do mar.

## Localidades na vizinhança
O diagrama seguinte representa as localidades num raio de 20 km ao redor de Baileyton.